# Indibilis
Indibilis, případně Andobalés († 205 př. n. l.), byl společně se svým bratrem Mandoniem náčelník iberského kmene Ilergetů. Za druhé punské války bojoval v Ibérii po boku Kartáginců a měl významný podíl na jejich vítězství v bitvě na horní Baetis v roce 211 př. n. l. O několik let později opustil své dosavadní spojence a přešel k Římanům. Po vypuzení Kartáginců z Hispánie v roce 206 př. n. l. chtěl setřást nově ustavenou římskou nadvládu. V následujícím roce ale padl na bitevním poli.

## Život

### Punský spojenec
Indibilis byl náčelník Ilergetů, kmene sídlícího na severovýchodě Iberského poloostrova. Polybios ho označuje za vládce celé centrální části Ibérie. Livius dále uvádí, že Indibilis a Mandonius byli nepochybně nejmocnější předáci v celé zemi. Na počátku druhé punské války stál Indibilis věrně na straně Kartáginců. V roce 218 př. n. l., v prvním roce konfliktu, se Římané vedení vojevůdcem Gnaeem Corneliem Scipionem vylodili v Hispánii. Kartaginský velitel Hanno a Indibilis se útočníkům postavili v bitvě u Kissy, avšak byli poraženi a upadli do zajetí. Ilergetský náčelník se brzy ocitl opět na svobodě, neboť již v dalším roce podnikl s Mandoniem nájezd na území římských spojenců. Gnaeus vyslal proti nim jednoho ze svých tribunů, jemuž se po krátkém střetnutí podařilo zahnat Ilergety na ústup.
V roce 211 př. n. l. přispěl Indibilis výraznou měrou k porážce Gnaeova bratra Publia Cornelia Scipiona v bitvě na horní Baetis. Publiovy síly soustavně napadalo a znepokojovalo numidské jezdectvo prince Masinissy. Znejistělý římský velitel se jedné noci pokusil prorazit hrozící obklíčení a napadl bojovníky z kmene Suessetanů přivedené Indibilisem. Zanedlouho dorazili na bojiště Masinissovi jezdci a rovněž kartaginské vojsko pod velením Hasdrubala Gisgona a Magona Barky. Římané, sevření ze všech stran, nakonec podlehli drtivému náporu nepřátel a jejich velitel padl. O měsíc později přišel v bitvě s Kartáginci o život také Gnaeus.

### Příklon k Římanům
Jako odměnu za Indibilisovu oddanost a přínos v boji proti Římanům mu Kartáginci vrátili vládu, o níž ho sami dříve připravili. Jeho dosud neochvějnou loajalitu vůči nim narušil svojí neomaleností Hasdrubal Gisgo. Nejprve od něho vyžadoval zaplacení značné sumy peněz. Když to Indibilis odmítl, Hasdrubal ho falešně obvinil a donutil ho odevzdat své dcery a Mandoniovu manželku Kartagincům jako rukojmí. Poté je všechny odvedli do Nového Kartága (Cartagena) a zadržovali je tam.
V roce 209 př. n. l. dobyl římský velitel Publius Cornelius Scipio, syn a synovec padlých vojevůdců, Nové Kartágo a kromě ohromné kořisti se zmocnil několika stovek hispánských rukojmí, včetně Indibilisových dětí a Mandoniovy ženy. Scipio se k nim zachoval nadmíru velkoryse a propustil je na svobodu. Vrácením rukojmí a zajatců si záhy získal náklonnost mnoha Hispánů. Indibilis a Mandonius, nespokojení s povýšeností Kartáginců, opustili se svými muži tábor punského velitele Hasdrubala Barky. Jakmile Scipio vytáhl na jaře 208 př. n. l. proti Hasdrubalovi, připojili se k němu se svými válečnými sbory. Římský vojevůdce dosáhl nad svým protivníkem vítězství v bitvě u Baeculy, načež hispánští spojenci Římanů, včetně Indibilise, pozdravili Scipiona jako krále. Třebaže odmítl přijmout tuto poctu, dovolil ilergetskému náčelníkovi, aby si z kořisti vybral pro sebe 300 koní.

### Odpadnutí
Během dalších dvou let Scipio vyhnal Kartágince z Ibérie. Podle římského historika Livia usilovali Indibilis a Mandonius, aby na ně po vypuzení Punů přešla vláda nad Hispánií. Využili těžké nemoci Scipiona a vzpoury části římských vojáků, zosnovali povstání Keltiberů a Lacetanů a začali pustošit území sousedních kmenů. Římský vojevůdce se nečekaně zotavil a vzpouru svých mužů rázně potlačil. Zpráva o jeho uzdravení přiměla Indibilise a Mandonia stáhnout se za hranice svého teritoria v naději, že jim promine jejich odpadnutí. Scipio se ale rozhodl podniknout proti Ilergetům trestnou výpravu. Bratři proto povolali své poddané a pomocné sbory v počtu 20 000 pěšáků a 2500 jezdců a vyčkávali příchodu Římanů. V následném střetnutí uštědřil Scipio Ilergetům přesvědčivou porážku, nicméně i jeho muži utrpěli v boji těžké ztráty. Oběma náčelníkům se podařilo z bitvy vyváznout. Indibilis posléze vyslal svého bratra do římského tábora se žádostí o milost. Přestože Scipio zahrnul Mandonia četnými výčitkami, spokojil se s uložením peněžité pokuty a propustil ho. Nedlouho nato se odebral z Hispánie do Říma.
Jeho odchod poskytl Indibilisovi příležitost k obnovení povstání proti Římanům. V létě 205 př. n. l. podnítil odboj Ilergetů, Ausetánů a sousedních kmenů a shromáždil obrovské vojsko čítající 30 000 pěšáků a asi 4000 jezdců. S touto silou se utkal se Scipionovými nástupci Luciem Corneliem Lentulem a Luciem Manliem Acidinem. Římané se nejprve pokoušeli vyjednávat a marně žádali, aby Hispánové složili zbraně. Bitva se i přes houževnatost Hispánů vyvíjela v jejich neprospěch. Když začali kolísat, postavil se Indibilis do čela bitevního šiku a zadržoval jejich ústup, dokud nepadl po zásahu oštěpem. Mandonius se zbytky vojska uprchl. Vzápětí ho však společně s ostatními vůdci vzpoury vydali Římanům k potrestání.

### Prameny
- LIVIUS. Dějiny IV, V. Praha: Svoboda, 1973, 1975
- POLYBIOS. Dějiny II, III. Praha: Arista, Baset, Maitrea, TeMi CZ, 2008, 2011. ISBN 978-80-86410-60-9 ISBN 978-80-86410-62-3